# USS McClelland (DE-750)
USS McClelland (DE-750) là một tàu hộ tống khu trục lớp Cannon từng phục vụ cùng Hải quân Hoa Kỳ trong Chiến tranh Thế giới thứ hai. Nó là chiếc tàu chiến duy nhất của Hải quân Hoa Kỳ được đặt cái tên này, theo tên Thiếu úy Hải quân Thomas Alfred McClelland (1905-1941), người từng phục vụ trên thiết giáp hạm West Virginia (BB-48) và đã tử trận trong vụ tấn công Trân Châu Cảng vào ngày 7 tháng 12, 1941. Nó đã phục vụ cho đến khi chiến tranh kết thúc, xuất biên chế năm 1946, nhưng đã được huy động trở lại và tái biên chế trong giai đoạn Chiến tranh Lạnh từ năm 1950 đến năm 1960. Con tàu bị rút đăng bạ năm 1972 và bị bán để tháo dỡ một năm sau đó. McClelland được tặng thưởng ba Ngôi sao Chiến trận do thành tích phục vụ trong Thế Chiến II.

## Thiết kế và chế tạo
Lớp Cannon có thiết kế hầu như tương tự với lớp Buckley dẫn trước; khác biệt chủ yếu là ở hệ thống động lực Kiểu DET (diesel electric tandem). Các động cơ diesel đặt nối tiếp nhau dẫn động máy phát điện để cung cấp điện năng quay trục chân vịt cho con tàu. Động cơ diesel có ưu thế về hiệu suất sử dụng nhiên liệu, giúp cho lớp Cannon cải thiện được tầm xa hoạt động, nhưng đánh đổi lấy tốc độ chậm hơn.
Vũ khí trang bị bao gồm ba pháo 3 in (76 mm)/50 cal trên tháp pháo nòng đơn có thể đối hạm hoặc phòng không, một khẩu đội pháo phòng không Bofors 40 mm nòng đôi và tám pháo phòng không Oerlikon 20 mm. Vũ khí chống ngầm bao gồm một dàn súng cối chống tàu ngầm Hedgehog Mk. 10 (có 24 nòng và mang theo 144 quả đạn); hai đường ray Mk. 9 và tám máy phóng K3 Mk. 6 để thả mìn sâu. Con tàu vẫn giữ lại ba ống phóng ngư lôi Mark 15 21 inch (533 mm). Thủy thủ đoàn đầy đủ bao gồm 15 sĩ quan và 201 thủy thủ.
McClelland được đặt lườn tại xưởng tàu của hãng Western Pipe and Steel Company ở Los Angeles, California vào ngày 21 tháng 7, 1943. Nó được hạ thủy vào ngày 28 tháng 11, 1943, được đỡ đầu bởi bà Thomas A. McClelland, vợ góa Thiếu úy McClelland, và nhập biên chế cùng Hải quân Hoa Kỳ vào ngày 19 tháng 9, 1944 dưới quyền chỉ huy của Hạm trưởng, Thiếu tá Hải quân Glendon Dean Williams.

## Lịch sử hoạt động

### 1944 - 1946
Sau khi hoàn tất việc chạy thử máy dọc theo vùng bờ Tây Hoa Kỳ, McClelland khởi hành từ San Diego, California vào ngày 11 tháng 12, 1944 để đi sang Trân Châu Cảng. Tại đây cho đến ngày 24 tháng 1, 1945, nó tiếp tục huấn luyện phòng không và chống tàu ngầm nhằm chuẩn bị cho hoạt động đổ bộ tiếp theo lên quần đảo Volcano. Vào cuối tháng 1, con tàu gia nhập Đội đặc nhiệm 51.5 và lên đường hướng sang Iwo Jima; nó đến nơi vào ngày 20 tháng 2, một ngày sau khi diễn ra cuộc đổ bộ đầu tiên.
Vào ngày 21 tháng 2, Đội đặc nhiệm 51.5 chịu đựng một đợt tấn công tự sát bởi ba máy bay Kamikaze; hai máy bay đối phương đã đâm trúng những con tàu ở giữa đội hình, còn chiếc thứ ba bị hỏa lực phòng không bắn rơi xuống biển. Sang ngày hôm sau, hỏa lực phòng phối hợp từ tất cả các con tàu đã bắn rơi bốn máy bay đối phương khi chúng bổ nhào tự sát xuống đội đặc nhiệm. Sau đó chiếc tàu hộ tống khu trục làm nhiệm vụ hộ tống chống tàu ngầm và tìm-diệt tàu ngầm đối phương tại vùng biển về phía Tây và Bắc hòn đảo.
McClelland lên đường đi Espiritu Santo vào ngày 28 tháng 2, chuẩn bị cho chiến dịch tấn công đổ bộ tiếp theo lên Okinawa. Nó đi đến ngoài khơi Okinawa vào ngày 9 tháng 4, và đã ở lại khu vực trong vong suốt hai tháng tiếp theo, cho đến ngày 8 tháng 6. Trong khi diễn ra cuộc chiến đấu cam go nhằm bình định hòn đảo này, chiếc tàu hộ tống khu trục đã tham gia hoạt động chiếm đóng Isuken Shima, phục vụ hộ tống suốt khu vực quần đảo Ryūkyū, và bảo vệ phòng không và chống tàu ngầm. Đang khi tuần tra chống tàu ngầm vào ngày 1 tháng 6, một máy bay tấn công tự sát Kamikaze đã bổ nhào xuống con tàu về phía đuôi tàu. Việc kịp thời cơ động né tránh và phản ứng của hỏa lực phòng không đã giúp bắn rơi kẻ tấn công xuống biển cách con tàu 25 yd (23 m) bên mạn phải.
Vào ngày 8 tháng 6, McClelland lên đường đi Saipan, và đến ngày 4 tháng 7, nó gia nhập Đội đặc nhiệm 30.8, một đội hậu cần trực thuộc Đệ Tam hạm đội tại một vị trí về phía Đông Nhật Bản. Nó hộ tống bảo vệ cho đội đặc nhiệm này, khi họ làm nhiệm vụ tiếp vận cho Lực lượng Đặc nhiệm 38, lực lượng tàu sân bay nhanh đang hoạt động không kích xuống các đảo chính quốc Nhật Bản. Rời khu vực vào ngày 21 tháng 7, nó hộ tống cho tàu vận chuyển tấn công Presidio (APA-88) đi Eniwetok, Ulithi và Leyte. Cả hai gia nhập trở lại Đội đặc nhiệm 30.8 vào ngày 21 tháng 8, khi Nhật Bản đã chấp nhận đầu hàng giúp kết thúc cuộc xung đột; đội đặc nhiệm quay trở lại Ulithi.
McClelland đi đến vùng biển Nhật Bản vào ngày 27 tháng 9, và con tàu ở lại khu vực Tokyo cho đến ngày 12 tháng 10, khi nó lên đường cho hành trình quay trở về Hoa Kỳ. Về đến vào ngày 2 tháng 12, Norfolk, Virginia, nó lại lên đường vào ngày 5 tháng 1, 1946 để hướng xuống phía Nam đến Green Cove Springs, Florida. Chiếc tàu hộ tống khu trục được cho xuất biên chế tại đây vào ngày 15 tháng 5, 1946 và được đưa về Hạm đội Dự bị Đại Tây Dương. Tuy nằm trong thành phần dự bị, từ căn cứ tại Jacksonville, Florida, nó vẫn thực hiện các chuyến đi huấn luyện dự bị dưới quyền của Quân khu Hải quân 7 từ tháng 9, 1946, và sau đó dưới quyền Quân khu Hải quân 6.

### 1950 - 1960
Sự kiện cuộc Chiến tranh Triều Tiên bất ngở nổ ra vào ngày 25 tháng 6, 1950 đã khiến Hải quân Hoa Kỳ lâm vào tình trạng thiếu hụt tàu chiến sẵn sàng hoạt động. Vì vậy McClelland được cho nhập biên chế trở lại tại Charleston, South Carolina vào ngày 14 tháng 7, 1950. Tuy nhiên con tàu vẫn trong trạng thái dự bị thuộc Quân khu Hải quân 6 và tiếp tục vai trò huấn luyện cho nhân sự Hải quân Dự bị Hoa Kỳ dọc bờ biển Đại Tây Dương và tại vùng biển Caribe. Nó tiến hành các chuyến đi huấn luyện vào dịp cuối tuần, còn những chuyến thực tập mùa Hè kéo dài hai tuần từng đưa con tàu lên phía Bắc đến tận St. John's, Newfoundland; về phía Nam cho đến Barranquilla, Colombia; thậm chí đi sang khu vực Địa Trung Hải đến Cádiz, Tây Ban Nha.
Đến năm 1959, McClelland được chuyển đến Philadelphia, Pennsylvania, và đến cuối năm đó lại được chuẩn bị để cho ngừng hoạt động. Con tàu xuất biên chế lần sau cùng vào ngày 12 tháng 9, 1960, Tên nó được cho rút khỏi danh sách Đăng bạ Hải quân vào ngày 1 tháng 8, 1972, và nó bị bán để tháo dỡ vào ngày 1 tháng 11, 1973.

## Phần thưởng
McClelland được tặng thưởng ba Ngôi sao Chiến trận do thành tích phục vụ trong Thế Chiến II.
|  |                                         |  |
|  | Bronze star · Bronze star · Bronze star |  |

| Dãi băng Hoạt động Tác chiến (truy tặng) |                                                                         |                                      |
| Huân chương Chiến dịch Hoa Kỳ            | Huân chương Chiến dịch Châu Á-Thái Bình Dương với 3 Ngôi sao Chiến trận | Huân chương Chiến thắng Thế Chiến II |